# Blue Water Arena
Blue Water Arena, tidigare Esbjerg Idrætspark och Esbjerg Stadion, är en fotbollsarena i Esbjerg i Danmark. Den har en kapacitet på 18 000 åskådare, varav 11 451 sittande , och är den näst största arenan på Jylland och den fjärde största i Danmark. Arenan är hemmaplan för Esbjerg fB.
1999 spelades fotbollsturneringen i European Youth Olympic Festival här.
Som en följd av supporterattacken på Parken 2007 beslutade Uefa att Danmark skulle spela sina kvalmatcher till fotbolls-EM 2008 minst 250 km från Köpenhamn. Blue Water Arena nämndes då som den enda arenan i Danmark som kunde användas för spel. Straffet ändrades senare och Danmark spelade sina matcher i Århus och Köpenhamn.
Blue Water Arena har använts vid landskamper vid två tillfällen samt vid ett flertal ungdomslandskamper.